# Cantón de Mortain
El cantón de Mortain era una división administrativa francesa, que estaba situada en el departamento de Mancha y la región de Baja Normandía.

## Composición
El cantón estaba formado por diez comunas:
- Bion
- Fontenay
- Mortain
- Le Neufbourg
- Notre-Dame-du-Touchet
- Romagny
- Saint-Barthélemy
- Saint-Clément-Rancoudray
- Saint-Jean-du-Corail
- Villechien

## Supresión del cantón de Mortain
En aplicación del Decreto nº 2014-246 de 25 de febrero de 2014, el cantón de Mortain fue suprimido el 22 de marzo de 2015 y sus 10 comunas pasaron a formar parte del nuevo cantón de Mortainais.